# Kalle Katz
Kalle Katz (Finlandia; 4 de enero del 2000) es un futbolista finlandés. Su posición es defensa y su actual club es el FC Haka Valkeakoski de la Veikkausliiga de Finlandia.

## Trayectoria

### FC Ilves Tampere
El 15 de enero de 2021 se da a conocer su llegada al FC Ilves Tampere firmando un contrato de un año con opción a dos más.

## Estadísticas

### Clubes
Actualizado al último partido jugado el 27 de junio de 2023.
| Klubi-04 · Finlandia | 3.ª                 | 2017                | 22  | 0 | -  | - | - | - | 22  | 0 | 0.00 |
| Klubi-04 · Finlandia | 2.ª                 | 2018                | 17  | 0 | -  | - | - | - | 17  | 0 | 0.00 |
| Klubi-04 · Finlandia | 3.ª                 | 2020                | 2   | 1 | -  | - | - | - | 2   | 1 | 0.50 |
| Klubi-04 · Finlandia | Total               | Total               | 41  | 1 | 0  | 0 | 0 | 0 | 41  | 1 | 0.02 |
| HJK Helsinki · Finlandia | 1.ª                 | 2018                | 1   | 0 | -  | - | - | - | 1   | 0 | 0.00 |
| HJK Helsinki · Finlandia | 1.ª                 | 2020                | 0   | 0 | 3  | 0 | - | - | 3   | 0 | 0.00 |
| HJK Helsinki · Finlandia | Total               | Total               | 1   | 0 | 3  | 0 | 0 | 0 | 4   | 0 | 0.00 |
| RoPS Rovaniemi · Finlandia | 1.ª                 | 2019                | 17  | 0 | 7  | 0 | 2 | 0 | 26  | 0 | 0.00 |
| RoPS Rovaniemi · Finlandia | 1.ª                 | 2020                | 17  | 0 | -  | - | - | - | 17  | 0 | 0.00 |
| RoPS Rovaniemi · Finlandia | Total               | Total               | 34  | 0 | 7  | 0 | 2 | 0 | 43  | 0 | 0.00 |
| FC Ilves Tampere · Finlandia | 1.ª                 | 2021                | 8   | 0 | 3  | 0 | - | - | 11  | 0 | 0.00 |
| FC Ilves Tampere · Finlandia | 1.ª                 | 2022                | 17  | 0 | 4  | 0 | - | - | 21  | 0 | 0.00 |
| FC Ilves Tampere · Finlandia | 1.ª                 | 2023                | 6   | 0 | 5  | 0 | - | - | 11  | 0 | 0.00 |
| FC Ilves Tampere · Finlandia | Total               | Total               | 31  | 0 | 12 | 0 | 0 | 0 | 43  | 0 | 0.00 |
| Total en su carrera | Total en su carrera | Total en su carrera | 107 | 1 | 26 | 0 | 2 | 0 | 135 | 1 | 0.01 |
| (1) Incluye datos de Copa de Finlandia. (2) Incluye datos de Liga Europa de la UEFA. (3) No incluye goles en partidos amistosos. |                     |                     |     |   |    |   |   |   |     |   |      |

## Palmarés

### Campeonatos nacionales
| Título            | Club         | País      | Año  |
| ----------------- | ------------ | --------- | ---- |
| Copa de Finlandia | HJK Helsinki | Finlandia | 2017 |
| Veikkausliiga     | HJK Helsinki | Finlandia | 2017 |
| Veikkausliiga     | HJK Helsinki | Finlandia | 2018 |